# András Sajó
András Sajó és un jutge hongarès. És jutge del Tribunal Europeu de Drets Humans i catedràtic de Dret constitucional de la Central European University (Budapest). Ha dut a terme una sòlida i reconeguda carrera com a catedràtic de Dret constitucional i, com a tal, ha participat en l'elaboració de les constitucions post-comunistes de diferents països de l'Europa de l'Est, a més d'Ucraïna, Geòrgia i Sud-àfrica. En el seu país natal, Hongria, ha desenvolupat diferents tasques d'alt nivell relacionades amb el desenvolupament constitucional del país. A partir de l'any 2008 exerceix com a jutge del Tribunal Europeu de Drets Humans i, des d'aquesta posició, ha treballat en diferents casos relacionats amb la presència de símbols religiosos en l'espai públic. També ha estat implicat en el seu país i, a escala internacional, en la lluita contra la pena de mort. Ha estat consultor de les Nacions Unides i del Banc Mundial. Actualment és també Global Visiting Professor de la Universitat de Nova York.